# Leptotes unicolor
Leptotes unicolor é uma espécie de orquídea epífita de crescimento cespitoso que habita áreas mais secas da mata atlântica nos estados brasileiros de Minas Gerais,  e Paraná, no Brasil e também do nordeste da Argentina. São pequenas plantas, que pela morfologia vegetativa poderiam ser comparadas a pequenas Brassavola, devido a suas folhas roliças. No entanto, apesar desta semelhança, são relacionadas mais proximamente à Loefgrenianthus e Pseudolaelia e Schomburgkia.
Apresentam rizoma curto e pseudobulbos muito pequenos que quase imperceptivelmente prolongam-se em uma carnosa folha teretiforme curta, ereta ou pendente, que apresenta um sulco mais ou menos profundo na face. A inflorescência é apical, curta, e comporta poucas flores grandes se comparadas à dimensões da planta, mas pequenas quando comparadas às orquídeas mais frequentemente cultivadas. As flores apresentam-se bastante tombadas. As flores geralmente são de coloração rósea pálida. As pétalas e sépalas são parecidas, o labelo é trilobado, em algumas espécies com margens lisas, possuindo garras que se prendem aos lados da coluna. Esta é curta e possui seis polínias de tamanhos desiguais, quatro grandes e duas pequenas.
Apesar de pelas flores ser mais próximo ao grupo de folhas longas, poderia ser considerada uma espécie de transição pois suas folhas são bem mais curtas que as das outras espécies dete grupo. Pode ser reconhecida por apresentar flores bastante tombadas inteiramente de cores roséas bastante pálidas.